# Aphelandra colombiensis
Aphelandra colombiensis là một loài thực vật có hoa trong họ Ô rô. Loài này được Lindau ex Leonard mô tả khoa học đầu tiên năm 1953.